# Вениамин (Воскресенский)
Епи́скоп Вениами́н (в миру Василий Константинович Воскресенский; 15 [27] января 1871, Переславцево, Ярославская губерния — 5 октября 1932, Уральск, КазАССР) — епископ Православной российской церкви с титулом «Романовский» (с 1921 года), викарий Ярославской епархии.
Прославлен Русскою православной церковью в лике святых новомучеников и исповедников Российских в 2000 году.

## Биография
Родился 15 января 1871 года в многодетной семье священника села Переславцево (ныне — в Борисоглебском районе Ярославской области). В их семье все пятеро сыновей обладали превосходными музыкальными способностями.
В 1892 году окончил Ярославскую духовную семинарию, после чего продолжил обучение в Московской духовной академии, которую окончил в 1896 году со степенью кандидата богословия.

### Священник и преподаватель
Был пострижен в монашество, рукоположён в иеромонаха.
С 1898 года — инспектор Кутаисской духовной семинарии.
В 1901 году переведён в Тифлисскую духовную семинарию.
С 1908 года — преподаватель Вятской духовной семинарии.
С 1909 года — преподаватель Вологодской духовной семинарии.
С 1911 года — преподаватель Ярославской духовной семинарии.
Был активным популяризатором церковного пения в Ярославской епархии, организовал хор в Ярославской семинарии, а также в родном селе Переславцево. Выступал за максимальный учёт местных традиций в церковном пении.
С 1916 года преподавал в Ярославской железнодорожной школе.
С 1918 года работал учителем в общеобразовательной школе Ярославля русскую литературу и пение.
Параллельно с учительством, он активно участвовал в жизни епархии, входил в проповеднический кружок архиепископа Ярославского и Ростовского Агафангела (Преображенского), в епархиальное братство святителя Димитрия; в 1919 году был избран членом Ярославского епархиального совета.
4 июня 1921 года съезд духовенства и мирян Тутаевского уезда избрал иеромонаха Василия кандидатом на кафедру викарного епископа Тутаевского. Митрополит Агафангел (Преображенский) одобрил и святейший Патриарх Тихон утвердил это решение. Вскоре пострижен в мантию с именем Вениамин.

### Архиерей
9 октября 1921 года хиротонисан во епископа Тутаевского, викария Ярославской епархии (иногда его именовали епископом Романовским — по старому названию города Тутаева — Романов-Борисоглебск).
Как и митрополит Агафангел (Преображенский), резко выступил против обновленчества, и автоматически попал в поле зрения ОГПУ.
В 1922 году был арестован и приговорён к 7 годам лишения свободы по обвинению в «использовании религиозных предрассудков масс с целью свержения рабоче-крестьянской власти». Освобождён в 1926 году. В среде верующих и его многочисленных почитателей считался великим молитвенником, старцем, подвижником, слыл прозорливцем.
12 июня 1927 года вновь арестован. в селе Пошехонье и этапирован во Владимирскую тюрьму через Тутаев. По свидетельству очевидцев, «летом 1927 года по городу Тутаеву конвоиры водили уже пожилого человека с наполовину обритой, как у каторжника, головой, осыпая его ругательствами и побоями. В Тутаеве его хорошо знали». На допросе заявил: «Я борюсь с неверием, среди неверующих есть люди и власти… моя борьба касается их не как представителей власти, а как частных людей, поэтому я никогда не считал, что борюсь против советской власти как власти». Был приговорён к трём годам ссылки в Казахстан, отбывал её в Уральской области.
Резко негативно отнёсся к Декларации Заместителя Патриаршего местоблюстителя митрополита Сергия (Страгородского). В одном из писем из ссылки писал:

Декларация поставила Церковь в такое отношение к современному государству, какого (отношения) она принять не может, оставаясь Церковью. Наше государство открыто перед всем миром начертало на своём знамени — безбожие и борьба с религией, с Православием в особенности. Борьба до победного конца, до полной смерти религии. Церковь никогда не может сказать такому правительству: «Я с нашим правительством», безбожному народу: «Я с нашим народом». Церковь никогда не может сказать «радости и успехи нашей гражданской родины — наши радости и успехи, неудачи ея — наши неудачи». Христианская наша родина под руководством богоборческого правительства систематически и быстро перестраивается. Она уже новая, строение ея во всех отраслях жизни — безбожное, антихристианское, образуется безбожная родина. Радости и успехи ея безбожного строения не могут быть радостями Церкви.
Тем не менее, отделяться от митрополита Сергия не стал, считая, что предстоятель может быть осуждён только церковным собором или консенсусом православных иерархов: «Я хочу быть послушным Церкви и её канону: без суда не суди. Я боюсь выступить с судом без суда Церкви». 3 (16) ноября 1928 года в письме священнику Николаю Розову владыка призывал священство епархии сохранять верность митрополиту Сергию вплоть до законного церковного суда:

В большинстве взглядов Декларация составляет грех не в области догмата, а в области морали. Декларация не ересь, а скорее духовно-нравственное преступление. Но совершенства нет на земле, нет власти, которая бы не грешила. Грешит и человек власти, один более, другой менее. Но этот грех не уничтожает власти и не составляет фактора, лишающего её носителя права быть членом Церкви. Поэтому и митрополита Сергия терпеть можно, в особенности по обстоятельствам времени, в особенности при отсутствии ясного общего голоса Церкви о подлинной духовной природе его акта. <…> Будь Собор — несомненно, митрополит Сергий, лишенный доверия, был бы заменён другим, но, можно с уверенностью думать, не лишён бы был церковного общения. Нет оснований исключать его из церковного общения и теперь, а значит, нет основания совершать отделение 
Первоначально жил в cеле Джамбейты Уральской губернии. В конце 1928 года его перевели в село Каратюбе. Здоровье епископа Вениамина в заключении и ссылке окончательно было подорвано, он перенёс инсульт.

### Последний арест и кончина
1 апреля 1930 года был арестован по обвинению в «антисоветской» переписке со своими прихожанами. Виновным себя не признал, был тяжело болен: у него была парализована вся правая сторона тела. 10 сентября 1931 года был приговорён к 10 годам лишения свободы, но приговор не был исполнен, так как владыка скончался 5 октября 1932 года в тюремной больнице Уральска.

## Канонизация
Причислен к лику святых новомучеников и исповедников Российских Юбилейным Архиерейским собором Русской православной церкви в августе 2000 года.